# Американская футбольная конференция
Американская футбольная конференция, АФК (англ. American Football Conference, AFC) — одна из двух конференций Национальной футбольной лиги (НФЛ). Была сформирована перед стартом сезона 1970 года после слияния НФЛ и Американской футбольной лиги. В состав конференции вошли десять команд АФЛ и три клуба, ранее выступавших в НФЛ: «Балтимор Колтс», «Кливленд Браунс» и «Питтсбург Стилерз». На момент создания она включала в себя тринадцать команд, позднее это число было увеличено до шестнадцати. С 2002 года конференция разделена на четыре дивизиона по четыре команды.
Чемпион конференции становится обладателем Ламар Хант Трофи. Приз назван в честь Ламара Ханта, первого владельца клуба «Канзас-Сити Чифс», одного из основателей АФЛ и автора термина «Супербоул». Победитель плей-офф Американской футбольной конференции также получает право сыграть в Супербоуле против победителя Национальной футбольной конференции.
Действующим чемпионом конференции являются Канзас-Сити Чифс, в январе 2023 обыгравшие Цинциннати Бенгалс со счётом 23:20 .

## Участники
При создании конференции в её состав вошли тринадцать команд. Десять из них до этого выступали в Американской футбольной лиге, три команды были переведены из Национальной футбольной лиги, сформировав Центральный дивизион. На момент формирования конференции её дивизионы команды были распределены по дивизионам с учётом географического положения.
В настоящее время в состав конференции входит шестнадцать клубов, разбитых на четыре дивизиона. Эта структура существует с 2002 года, когда была создана команда «Хьюстон Тексанс», вошедшая в состав Южного дивизиона.

## Формат сезона
В регулярном чемпионате каждая команда проводит по шестнадцать матчей: по две игры против команд своего дивизиона, четыре матча против команд одного из дивизионов НФК, четыре матча против команд одного из дивизионов АФК, по одной игре против команд двух других дивизионов НФК. Порядок встреч клубов различных дивизионов меняется циклично и учитывает итоговое положение команд в предыдущем сезоне.
С 1990 по 2019 год в плей-офф от конференции выходило шесть клубов: четыре победителя дивизионов и две лучшие команды среди остальных. Обладатели первых двух номеров посева пропускали раунд уайлд-кард. Перед началом сезона 2020 года было принято решение о расширении плей-офф ещё на две команды, по одной от каждой конференции. Раунд уайлд-кард при такой схеме пропускает только команда, посеянная под первым номером.